# Hercules (comédie musicale)
Pour les articles homonymes, voir Hercules.
Hercules est une comédie musicale basée sur le film du même nom de Walt Disney Animation Studios de 1997, avec la musique et les paroles d'Alan Menken et David Zippel, et un livret de Kristoffer Diaz, Robert Horn et Kwame Kwei-Armah. La production est également inspirée du héros légendaire du même nom, fils de Zeus, dans la mythologie grecque.
Produite par Walt Disney Theatrical Productions, la comédie musicale a été testée au Delacorte Theater à Central Park en août 2019 et a rencontré une réponse critique mitigée.

## Développement
En juillet 2017, Alan Menken annonce qu'il travaille sur une adaptation scénique du film Hercules de 1997,. Le 6 février 2019, l'annonce d'une adaptation théâtrale est confirmée.

## Productions

### Delacorte Theater (2019)
La première mondiale a lieu au Delacorte Theater de Central Park, Manhattan, New York, dans le cadre de son programme de travaux publics du 31 août au 8 septembre. Alan Menken et David Zippel sont revenus pour composer et écrire les chansons, tandis que Kristoffer Diaz a écrit le livret. Le spectacle est mis en scène par Lear deBessonet et chorégraphié par Chase Brock. Le casting comprend Jelani Alladin (Hercules), Roger Bart (Hadès), Jeff Hiller (Panic), Joel Frost (Nessus), Nelson Chimilio (Pain), James Monroe Iglehart (Phil), Ramona Keller (Thalia), Tamika Lawrence (Calliope), Krysta Rodriguez (Meg) et Rema Webb (Terpsichore). Menken et Zippel ont écrit de nouvelles chansons pour la comédie musicale et réutilisé les œuvres originales du film.

### Paper Mill Playhouse (2023)
Le 22 mars 2020, Alan Menken apparaît dans l'émission en direct de Rosie O'Donnell pour l'Actors Fund, où il parle de ses projets à venir, en disant « Je travaille sur Disenchanted, la suite d'Enchanted, et j'ai un autre spectacle pour Broadway ». Il ajoute plus tard « Hercules arrive sur scène. Bien sûr, nous l'avons fait à Central Park l'été dernier. » Walt Disney Theatrical Productions a par la suite confirmé son intention de rendre le produit disponible sous licence. Le 16 mai 2020, il a été rapporté que Robert Horn écrirait une nouvelle itération pour la comédie musicale, avec Lear deBessonet revenant en tant que metteur en scène. Le 18 août 2020, Menken a confirmé que la comédie musicale était bien adaptée à Broadway.
En avril 2022, il a été annoncé qu'une version révisée de la comédie musicale serait jouée au Paper Mill Playhouse à Millburn, New Jersey pendant la saison 2022-23, du 16 février au 19 mars 2023. Le livret révisé serait écrit par Kwame Kwei-Armah et Robert Horn. Les acteurs annoncés incluent Bradley Gibson dans le rôle d'Hercule, Shuler Hensley dans le rôle d'Hadès, Iglehart reprenant son rôle de Phil et Isabelle McCalla dans le rôle de Meg. Le casting est complété par Charity Angél Dawson (Clio), Tiffany Mann (Calliope), Anastascia McClesky (Thalia), Destinee Rea (Terpischore) et Rashidra Scott (Melpomene) dans le rôle des Muses, Reggie De Leon et Jeff Blumenkrantz dans le rôle de Pain and Panic, Kathryn Allison dans le rôle de Despina, Allyson Kaye Daniel dans le rôle de tante Tithesis/Lachesis, Lucia Giannetta dans le rôle d'Atropos, Jesse Nager dans le rôle de Nessus, Dennis Stowe et Kristen Faith Oei dans le rôle de Zeus et Hera et Anne Fraser Thomas dans le rôle de Clotho.

### Neue Flora (2024)
La première production internationale d'Hercules est présentée au Neue Flora à Hambourg, en Allemagne, le 24 mars 2024, mis en scène par Casey Nicholaw. Il s'agit de la première comédie musicale Disney développée à Hambourg. Le 25 octobre 2023, il a été annoncé que Benét Monteiro assumerait le rôle principal. Le reste du casting a été présenté le 5 décembre 2023.

### West End (2025)
La comédie musicale ouvre ses portes le 24 juin 2025 au Theatre Royal Drury Lane du West End, après des avant-premières qui ont débuté le 6 juin avec une mise en scène et une chorégraphie de Casey Nicholaw et des chorégraphies de Tanisha Scott. Luke Brady joue le rôle-titre d'Hercule face à Trevor Dion Nicholas et Stephen Carlile dans les rôles respectifs de Phil et Hadès. Mae Ann Jorolan, qui a joué Meg dans la production de Hambourg, reprend son rôle.

## Numéraux musicaux
La musique a été composée par Alan Menken, avec des paroles de David Zippel.

### Delacorte (2019)
- "To Be Human" (Prologue)
- "The Gospel Truth"
- "The Gospel Truth" (Reprise 1-"He Ran the Underworld")
- "The Prophecy"
- "The Gospel Truth" (Reprise 2-"Hades Was Not Amused")
- "The Gospel Truth" (Reprise 3-"Young Herc Was Mortal Now")
- "Uniquely Greek Town Square"
- "Go the Distance"
- "One Last Hope"
- "The Gospel Truth" (Reprise 4-"Young Herc Was On His Way")
- "Forget About It"
- "A Cool Day In Hell"
- "Uniquely Greek Tough Town"
- "Zero to Hero"
- "A Cool Day In Hell" (Reprise)
- "Shooting Star"
- "One Last Hope" (Reprise)/"Go the Distance" (Reprise)
- "The Gospel Truth" (Reprise 5-"Herc Jumped the Garden Wall")
- "I Won't Say (I'm in Love)"
- "Great Bolts of Thunder"
- "To Be Human"
- "A Star Is Born"
- "Go the Distance" (Finale)

### Paper Mill (2023)
| Acte I - "Prologue" – La troupe - "Gospel Truth I" – Muses & Ensemble - "Gospel Truth II" – Muses & Ensemble - "The Prophecy" – Fates - "Gospel Truth III" – Muses - "Despina's Lullaby (Part One)" – Despina - "Gospel Truth IV" – Muses & Ensemble - "Uniquely Greek Town Square" – Ensemble - "Despina's Lullaby (Part Two)" – Despina - "Go the Distance" – Hercules - "Phil's Soul Spot" – Phil & Muses - "One Last Hope" – Phil - "Gospel Truth V" – Muses - "Forget About It" – Meg & Hercules - "Cool Day in Hell" – Hades, Pain, Panic & Fates - "Uniquely Greek Tough Town" – Ensemble - "Zero to Hero" – Muses, Hercules, Phil & Ensemble - "Act One Finale" – Hercules, Muses & Ensemble | Acte II - "Shooting Star" – Hercules - "A Muse Bouche" – Muses - "I'm Back!" – Phil - "One Last Hope/Go the Distance (Reprises)" – Phil & Hercules - "Cool Reprise in Hell" – Hades, Pain & Panic - "Gospel Truth VI" – Muses - "I Won't Say (I'm in Love)" – Meg & Muses - "Great Bolts of Thunder" – La troupe - "To Be Human" – Hercules - "A Star is Born" – La troupe - "Go the Distance (Finale)" – La troupe |

## Réception
La première production mondiale a reçu des retours mitigées de la part des critiques, beaucoup louant la valeur du casting, de la musique, de l'histoire et de la production. Thom Geier, de The Wrap, a fait l'éloge de la production, affirmant qu'elle « fonctionne mieux que les efforts récents à plus gros budget comme Frozen ». Jessica Derschowits, de Entertainment Weekly, a salué la « production animée, mais discrète qui ressemble à bien des égards à l'opposé polaire de la série de succès mégawatts de Disney à Broadway - ce qui est une grande partie de son charme ». Jesse Green, du New York Times, a donné une critique positive en commentant le « casting astucieux et les artistes amateurs rejoignant les professionnels sur scène, une comédie musicale animée Disney de 1997 devient un spectacle d'engagement civique ». Matt Windman, de AM New York, a donné une critique mitigée en commentant « le ton léger du film, le nouveau livret de Kristoffer Diaz présente d'innombrables zingers et blagues intérieures. Diaz essaie également de livrer une morale sous-jacente sur le sujet. différence entre être un héros et une célébrité. Cependant, Diaz est peut-être allé trop loin en modifiant une partie de la séquence originale, ce qui a rendu la seconde moitié de la série très désordonnée ».